# Floriana Lima
Floriana Elizabeth Lima (* 26. März 1981 in Cincinnati, Ohio) ist eine US-amerikanische Schauspielerin, die vor allem durch die Rolle der Maggie Sawyer aus der Serie Supergirl Bekanntheit erlangte.

## Leben und Karriere
Floriana Lima wurde in der Stadt Cincinnati, im US-Bundesstaat Ohio, geboren, wo sie zusammen mit zwei Brüdern auch aufwuchs. Sie ist italienischer, spanischer, irischer und englischer Abstammung. Ihren Schulabschluss machte sie 1999 an der Fairfield Senior High School, worauf sie ein Studium der Kommunikationswissenschaften an der Ohio State University aufnahm.
Nach dem Abschluss arbeitete sie eine Zeit lang als Produktionsassistentin beim Sender WCMH-TV in Columbus, bevor sie nach Los Angeles zog, um eine Schauspielkarriere zu beginnen. Ihre erste Rolle übernahm sie 2008 mit einem Gastauftritt in der Serie Terminator: The Sarah Connor Chronicles. Es folgten Auftritte in How I Met Your Mother, Ghost Whisperer – Stimmen aus dem Jenseits, Melrose Place, Dr. House, In Plain Sight – In der Schusslinie oder Franklin & Bash. Zwischen 2012 und 2013 spielte sie als Schwester Rosa Qintero eine der Hauptrollen in der kurzlebigen Serie The Mob Doctor.
Nach weiteren Gastrollen in Hawaii Five-0, Psych und CSI: Vegas, war Lima wiederkehrend in den Serien Allegiance und The Family zu sehen. 2016 übernahm sie die Rolle der Polizistin Maggie Sawyer in der Serie Supergirl, die sie bis 2017 spielte. Anfang 2019 war sie als Dr. Krista Dumont in einer der Hauptrollen der zweiten Staffel der Serie Marvel’s The Punisher zu sehen.
Seit 2016 ist sie mit dem Schauspieler Casey Affleck liiert.

## Filmografie (Auswahl)
- 2008: Terminator: The Sarah Connor Chronicles (Fernsehserie, Episode 1x03)
- 2008: How I Met Your Mother (Fernsehserie, Episode 3x18)
- 2008: Privileged (Fernsehserie, Episode 1x01)
- 2008: My Own Worst Enemy (Fernsehserie, Episode 1x09)
- 2008–2009: Poor Paul (Fernsehserie, 19 Episoden)
- 2009: Ghost Whisperer – Stimmen aus dem Jenseits (Ghost Whisperer, Fernsehserie, Episode 4x13)
- 2009: Melrose Place (Fernsehserie, Episode 1x02)
- 2010: Dr. House (House M.D., Fernsehserie, Episode 6x15)
- 2010: In Plain Sight – In der Schusslinie (In Plain Sight, Fernsehserie, Episode 3x09)
- 2010: Glory Daze (Fernsehserie, 2 Episoden)
- 2011: Franklin & Bash (Fernsehserie, Episode 1x10)
- 2012–2013: The Mob Doctor (Fernsehserie, 13 Episoden)
- 2013: Hawaii Five-0 (Fernsehserie, Episode 4x07)
- 2014: Psych (Fernsehserie, Episode 8x10)
- 2014: CSI: Vegas (CSI: Crime Scene Investigation, Fernsehserie, Episode 15x06)
- 2015: Allegiance (Fernsehserie, 8 Episoden)
- 2016: The Family (Fernsehserie, 12 Episoden)
- 2016–2017: Supergirl (Fernsehserie, 25 Episoden)
- 2016–2018: Lethal Weapon (Fernsehserie, 9 Episoden)
- 2019: Marvel’s The Punisher (Fernsehserie, 12 Episoden)
- 2020–2021: A Million Little Things (Fernsehserie, 27 Episoden)
- 2023: Quantum Leap (Fernsehserie, Episode 2x06)
- seit 2024: Grey’s Anatomy (Fernsehserie)
- seit 2024: Tracker (Fernsehserie)